# Edward Bates (warenhuis)
Edward Bates is een voormalig warenhuis in Chatham in het Engelse graadschap Kent. Het bedrijf was actief van 1869 tot de verkoop in 1979 aan de warenhuisgroep Bentalls. Het warenhuis had een dochteronderneming Blake & Co gevestigd in Maidstone.

## Geschiedenis
Edward Bates opende in 1869, op 18-jarige leeftijd, samen met de heer Paine, een textielwinkel in Chatham. In 1871 werd het partnerschap tussen Bates en Paine ontbonden. Het bedrijf groeide uit tot vier winkels in 1877. 
In 1896 overleed Edward op 45-jarige leeftijd, waarna zijn zoon Edward II de zaak overnam.
In 1900 verhuisde het bedrijf van de vier afzonderlijke winkels naar één locatie aan 94-96 High Street in Chatham. Edward II zette zich in voor betere arbeidsomstandigheden voor werknemers en was medeoprichter van de Chatham Tradesman Association (nu Medway Chambers of Commerce). In 1921 werd het bedrijf omgezet in een rechtspersoon en een jaar later trad Edward III, de zoon van Edward II, toe tot het bedrijf. Uiteindelijk nam hij de functie van algemeen directeur over, welke hij bekleedde hij tot 1966, toen zijn zoon Edward IV de functie overnam.
In 1963 verhuisde de winkel opnieuw, naar een nieuw pand aan 125 High Street in Chatham. In 1966 werd de winkel lid van de Associated Department Stores-groep. Een paar jaar later, in 1969, nam het bedrijf het warenhuis Blake & Son in Maidstone over. In 1978 werd het warenhuis Blake & Son gesloten en een jaar later, in 1979, werd Edward Bates zelf verkocht aan de warenhuisgroep Bentalls, waarna de winkel werd omgedoopt tot Bentalls.